# Bombardeig naval de Gènova (1941)
El bombardeig naval de Gènova (de nom en clau:  operació Grog, també coneguda a Itàlia com la burla de Gènova) va tenir lloc el matí del 9 de febrer de 1941 per la Royal Navy.
Va ser el segon i últim atac per mar que va patir Gènova després del bombardeig naval de 1940, que es va produir el 14 de juny d'aquell any. Encara que l'objectiu principal era Gènova, l'operació militar britànica va ser tanmateix més àmplia i va implicar també un lleuger bombardeig aeri dels ports de Pisa, Livorno i La Spezia per part dels torpediners Fairey Swordfish embarcats al portaavions HMS Ark Royal. Des d'aquell dia, fins al final del conflicte a Itàlia , la ciutat va patir altres atacs intensos, però exclusivament per via aèria.

## Premisses
Després de la declaració de guerra a França i Gran Bretanya, la península Itàlica va patir una llarga sèrie d'atacs aliats, dirigits contra les seves ciutats més importants industrialment, durant tota la Segona Guerra Mundial; durant el conflicte la ciutat industrial de Gènova va ser fortament bombardejada, sobretot per la presència d'importants drassanes i indústries metal·lúrgiques. Un primer atac per mar es va produir només quatre dies després de la declaració de guerra, per part d'una flota francesa dirigida per l'almirall Émile Duplat , que va bombardejar els centres industrials de Gènova i Savona per mar, però causant pocs danys.
Va seguir una sèrie d'atacs aeris durant els mesos d'estiu de 1940, però després de la rendició de França (24 de juny de 1940) la tasca d'atacar els centres lígurs i els de la resta de la península va recaure en les forces aeronavals britàniques En la lògica d'aquestes accions de bombardeig, els comandaments anglesos van decidir una acció contundent contra les costes de la ciutat de Gènova.
Després de la "nit de Tàrent" de l'11 al 12 de novembre de 1940, en què la flota italiana havia estat molt danyada per un atac de torpediners britànics, la flota restant va ser traslladada a Nàpols, que va ser bombardejada el 8 de gener següent. El cuirassat Giulio Cesare va ser lleugerament danyat i va ser traslladat l'endemà a Gènova per a reparacions i després, a finals de gener de 1941, a La Spezia . Com que una gran part de la flota italiana havia estat traslladada a bases al mar Tirrè, els britànics van pensar en bombardejar una d'aquestes bases per donar un senyal a la Royal Navy que els vaixells italians no estarien segurs ni tan sols a l'alt mar Tirrè. El port de Gènova va ser escollit com a objectiu, perquè es creia que s'hi reparaven tres cuirassats: l'esmentat Giulio Cesare , el Duilio i el Littorio. En realitat només hi va haver el segon, molt malmès a la "nit de Tàrent", però, fins i tot després d'haver-se assabentat d'aquest detall, els anglesos van decidir continuar amb l'operació.
Mentrestant, els serveis secrets britànics s'havien assabentat que el 12 de febrer hi hauria una reunió entre Benito Mussolini i Francisco Franco a Bordighera, en la qual el Duce intentaria convèncer Franco perquè entrés a la guerra al costat de l'Eix. Si Espanya hagués entrat a la guerra, Gibraltar hauria caigut i tota la Mediterrània hauria estat sota el domini de l'Eix. Per evitar que el govern espanyol fes aquest pas a tota costa, calia demostrar la debilitat d'Itàlia, incapaç fins i tot de protegir les seves pròpies costes. Aleshores, per ordres directes del mateix Churchill, la tarda del 6 de febrer, la Força H va salpar des de Gibraltar cap a les costes ligurs. El bombardeig de Gènova, previst com a operació militar, esdevingué, doncs, una qüestió política i per aquest motiu s'havia de produir abans del 12 de febrer. A més, els rumors recollits pels serveis secrets anglesos proposaven una hipòtesi (que després es va demostrar que era falsa) d'un desembarcament italià a les Illes Balears, que encara hauria posat Gibraltar a l'abast dels bombarders de mig abast de l'Eix.

## Els primers moviments

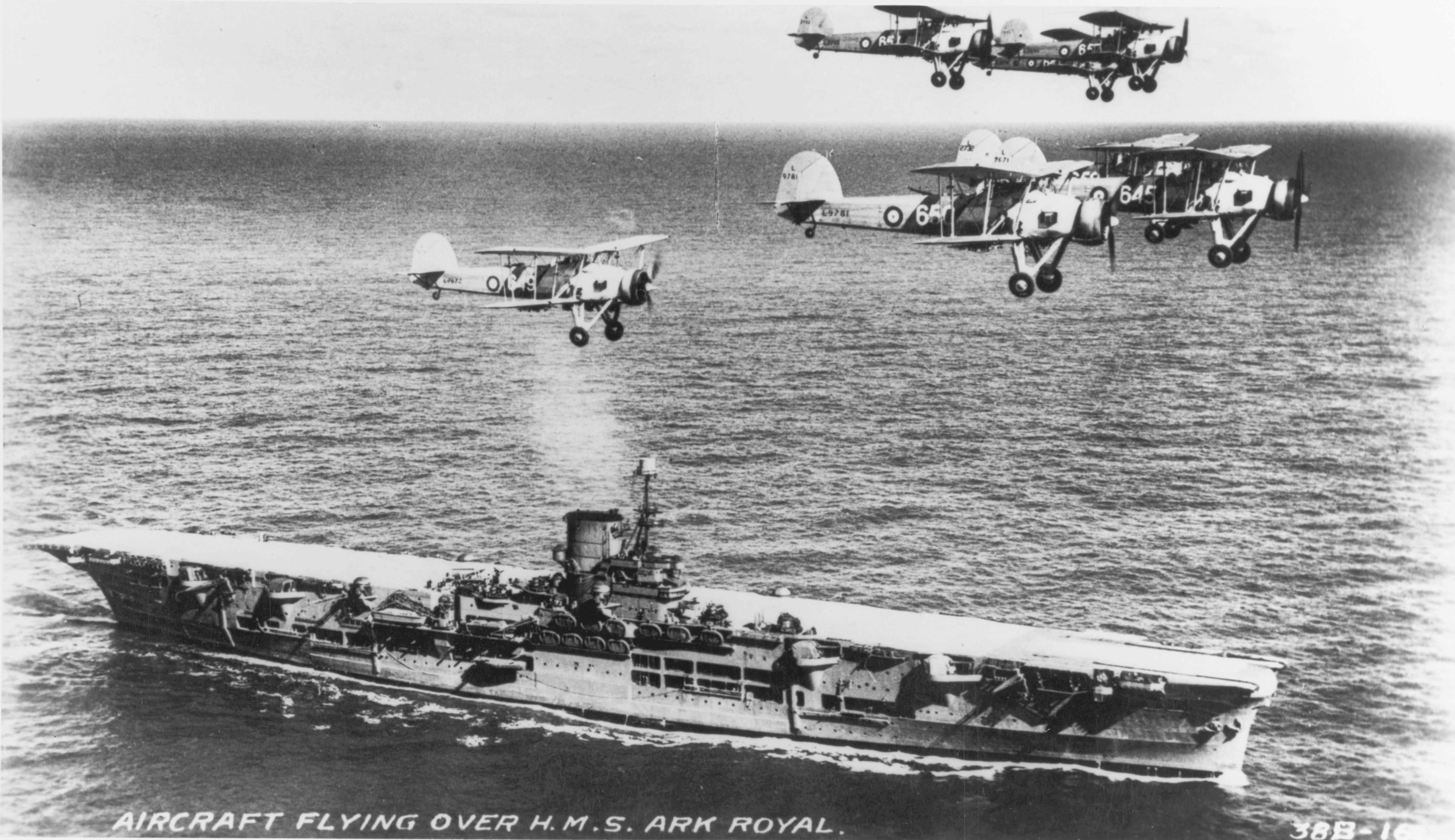
El HMS Ark Royal

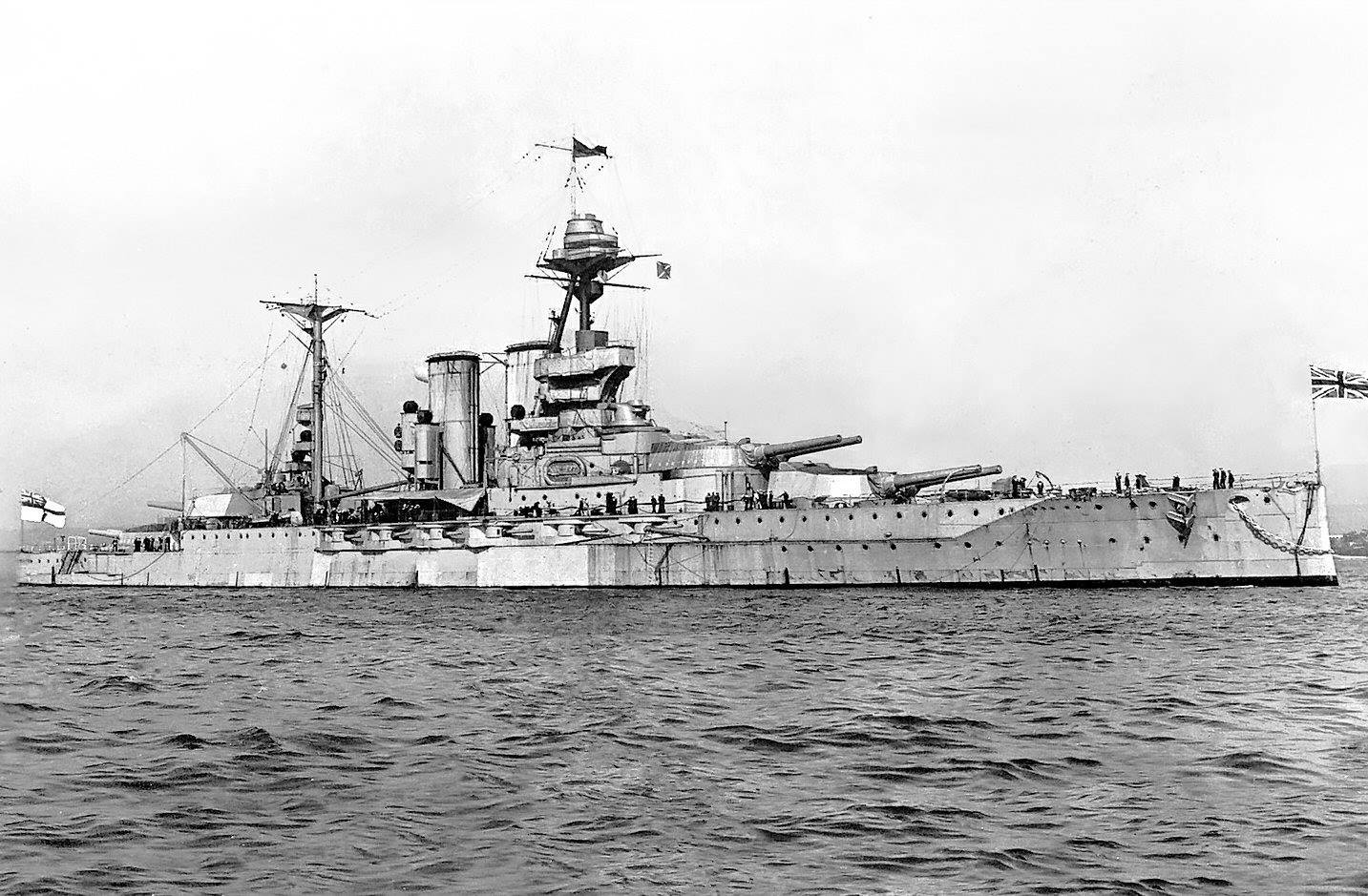
El HMS Malaya

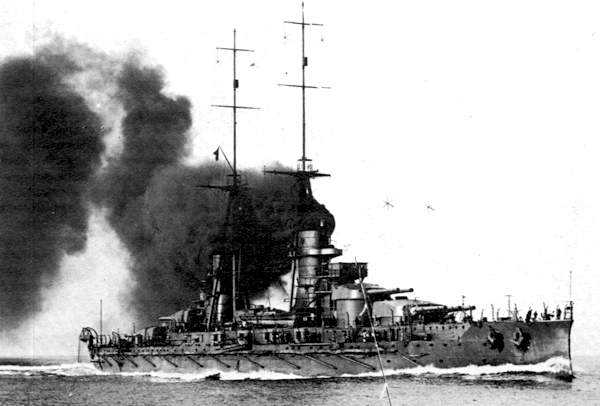
El Giulio Cesare

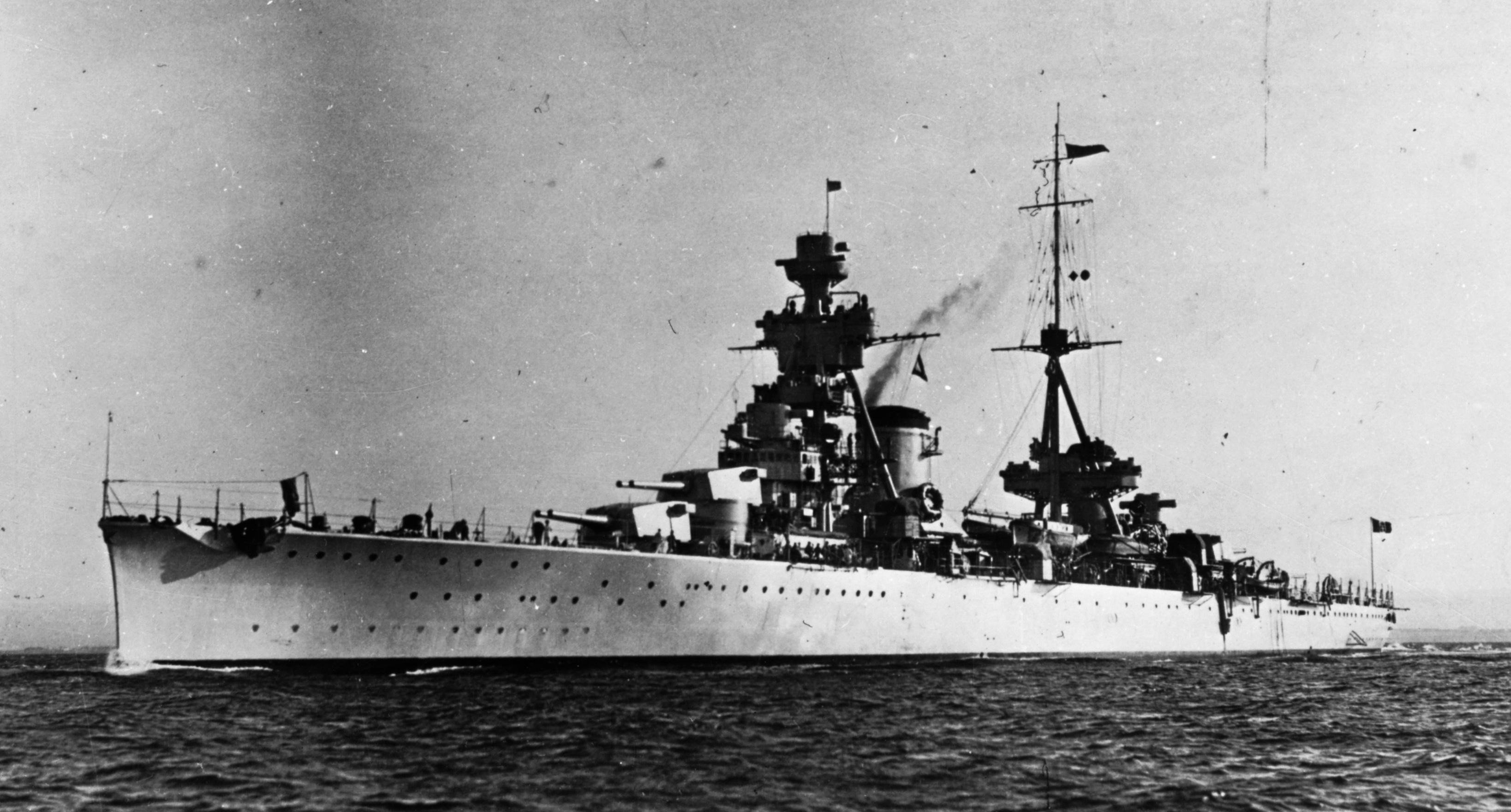
El Trieste

El 2 de febrer de 1941 la Supermarina (l'alt comandament naval italià amb seu a Roma) havia posat l'esquadra a La Spezia en alerta com a conseqüència del violent bombardeig al qual havia estat sotmès el port de Nàpols. Mentrestant, el 31 de gener, la Força H, sota el comandament de l'almirall James Somerville, va salpar de Gibraltar i el 2 de febrer, apropant-se a la costa occidental de Sardenya, uns avions, sortint del portaavions HMS Ark Royal, van atacar amb torpedes la presa de Tirso. L'Ark Royal estava equipat en aquell moment amb 30 Fairey Swordfish, 12 Blackburn Skua i 12 Fairey Fulmar , pertanyents als esquadrons 800, 807, 810 i 820 del Fleet Air Arm, amb el 807 equipat amb bombarders Blackburn Skua i el 810 i el 820 amb bombarders/torpediners Swordfish i el 807 amb caces/avions de reconeixement Fairey Fulmar. La intenció dels anglesos era dirigir-se cap a Gènova la nit següent, on haurien d'haver arribat l'endemà al matí, però el continu empitjorament de les condicions meteorològiques que va provocar una tempesta va provocar importants retards en la navegació. En adonar-se que, a causa del mal temps, els vaixells només arribarien prop de Gènova a la tarda (així corren el risc de ser detectats per les patrulles de reconeixement italianes), l'almirall Somerville es va veure obligat a cancel·lar l'operació i tornar a Gibraltar (no obstant això, no és improbable que va ser una finta, en vista de l'acció imminent contra la capital lígur).
La conseqüència de les adverses condicions meteorològiques va ser una important quantitat de danys patits pels destructors d'escorta, que els va obligar a fer reparacions precipitades a Gibraltar, necessàries per participar en el nou atac fixat per al 20 de febrer, data escollida per assolir l'objectiu polític del missió vinculada a la data de la trobada entre Franco i Mussolini. Somerville no va tenir gaire opció, ja que havia estat acusat de manca d'enginy contra la flota italiana en l'anterior batalla del cap Teulada i sotmès al judici d'una comissió disciplinària; la investigació el va exonerar, però sense un èxit clar la seva carrera s'hauria vist compromesa.  La Força H va tornar a navegar des de Gibraltar el 6 de febrer, dirigint-se cap a l'oest com si volgués sortir del Mediterrani; després va invertir el rumb a la nit, per tal de confondre els agents italians que observaven a Algesires. No obstant això, la Supermarina va intuir la maniobra i el dia 7 va fer sortir la III divisió de creuers (Trieste, Trento i Bolzano) des de Messina, dirigir-se cap a La Spezia, i el dia 8 va demanar que s'intensifiquessin les accions de reconeixement per localitzar l'esquadra britànica.
Després d'haver rebut la notícia que els vaixells britànics de la Força H procedents de Gibraltar s'acostaven a la costa italiana, una força naval comandada per l'almirall Angelo Iachino i formada pel Giulio Cesare, l'Andrea Doria i el Vittorio Veneto, amb l'escorta de l'Esquadra, va sortir a mar a la recerca de l'enemic. La flota s'havia de trobar l'endemà al matí, prop d'Asinara, a 50 milles a l'oest de capo Testa, amb els creuers procedents de Messina (amb l'escorta dels destructors de l'XI Esquadró). Es creia que l'objectiu anglès era Sardenya, donat el fracàs de l'acció enemiga uns dies abans; de fet, es va pensar en una repetició de l'atac contra la presa de Tirso.
Una altra hipòtesi era la d'un llançament d'avions cap a Malta, i també pressuposava la presència de la flota britànica al sud de Sardenya, tal com va sorgir en una conversa telefònica entre Iachino i Inigo Campioni (sots-cap d'estat major de l'Armada) a les 5 de la tarda del dia. 7; la tasca de l'esquadra italià continuava sent la d'"atacar l'enemic, però només si es trobava en condicions favorables" i tornar a port en absència de contacte al matí del dia 9.Segons els records de Iachino, també es va formular la hipòtesi de Gènova com a objectiu, però es va deixar caure "tenint en compte la nit lunar i la posició de la flota anglesa al sud de les Balears."
Els albiraments aeris italians del dia 8 no van ser molt significatius, també perquè el reconeixement no es va fer al nord de Balears; per tant, encara que es va informar de la presència d'avions de caça que volaven al sud de les Balears i es va deduir la presència del portaavions, no es va plantejar la hipòtesi de l'alt mar Tirrè com una possible ruta per al grup de batalla britànic. Aquesta notícia es va comunicar llavors a l'esquadra italià en marxa, confirmant la possible presència de la Força H al sud-oest de Sardenya per al matí del dia 9. Durant la nit entre el 8 i el 9 es va interceptar un fort trànsit de ràdio anglesa, però no es va poder localitzar per ràdio. Cap a les 3 de la matinada les dues formacions van passar al nord-oest de Calvi (Còrsega), a menys de 30 milles de distància sense albirar-se, mentre l'esquadra anglesa es dirigia sense molèsties cap a Gènova. Segons el diari de guerra de l'Oberkommando der Marine alemany, encara que els avions de reconeixement italians no havien pogut albirar els vaixells britànics el dia 8, la flota de l'almirall Iachino va ser enviada per la Supermarina a l'oest de la Sardenya nord-occidental, amb l'ordre de dirigir-se primer cap a l'oest i després, tornant al nord, desplaçar-se al canal entre Còrsega i la costa francesa, per 100 milles a l'oest de Cap Cors, a la posició delimitada per les coordenades 42° 40′ N, 07° 40′ E / 42.667°N,7.667°E. Aquestes coordenades haurien estat comunicades per la Supermarina al representant de la marina alemanya a Roma, l'almirall Eberhard Weichold, i per ell transmeses a l'OKM, que les informava en el diari de guerra.

### Orde de batalla
Dati presi da: e.
| Almirall James Somerville Força H: Grup 1 Portaavions: - HMS Ark Royal (nau almirall de la flota ) Creuers: - HMS Renown Cuirassats: - HMS Malaya Creuer lleuger: - HMS Sheffield Grupo 2 destructors de la 13a flotilla: - Fury - Foresight - Foxhound - Fearless - Encounter - Jersey Grppo 3 destructors de la 13a Flotilla: - Duncan - Firedrake - Jupiter - Isis | Almirall Angelo Iachino Esquadra principal Cuirassats: - Giulio Cesare - Andrea Doria - Vittorio Veneto X Esquadrilla de destructors: - Maestrale Cap d'esquadrilla - Libeccio - Grecale - Scirocco XIII esquadrilla de destructors: - Granatiere Cap d'esquadrilla - Fuciliere - Alpino III Divisió de creuers (almirall Luigi Sansonetti) Creuers pesats: - Trieste (nau almirall de divisió ) - Trento - Bolzano XI Esquadrilla de destructors: - Corazziere Cap d'esquadrilla - Camicia Nera - Carabiniere |

## L'atac a la ciutat
A primera hora del matí del 9 de febrer es van veure alguns avions de reconeixement sobre la ciutat; fins aquell moment Gènova havia patit tres atacs aeris i un de naval i havia estat posada en alerta quaranta-sis vegades i unes vint vegades en prealarma. Així doncs, la presència d'avions britànics que fessin reconeixements no era cap novetat per a la població, però aquesta vegada els avions no estaven fent fotografies, sinó que dirigirien el foc de l'artilleria naval. A les 5 del matí del dia 9 l'Ark Royal, escortat pels destructors Duncan, Encounter i Isis, es va desviar cap a l'est, situant-se a 70 milles de la costa de La Spezia, per permetre que vint bombarders Swordfish arribessin a Livorno, Pisa i La Spezia; a les 07:19 el Grup 1 va estar a la vista de Portofino i a les 07:33 va ser albirat per un vaixell de vela a motor que formava part de la cadena d'observació antiaèria, que informava de "quatre torpediners italians en direcció nord-oest" al seu comandament a Gènova, que devia ser conscient de la presència d'alguna unitat naval amiga en aquelles aigües, però no va informar de res a Supermarina; al mateix temps els avions de l'Ark Royal van començar a bombardejar Livorno i La Spezia. En canvi, el comandament marítim de La Spezia va informar a Supermarina de la presència dels avions, que tanmateix "no va llançar bombes", i de fet les llançades eren mines magnètiques per dissuadir la sortida de l'esquadra de batalla, que tanmateix ja estava al mar; la consegüent hipòtesi lògica formulada pel comandament de la marina de La Spezia era la presència d'un portaavions. No es va donar cap alarma a l'esquadra de batalla.
La resta de l'esquadra -els cuirassats Renown i Malaya , el creuer Sheffield i els destructors Firedrake, Jupiter, Jersey, Fury, Foresight, Foxhound i Fearless- a les 7.50 es van retirar cap a l'oest i van començar a situar-se a uns vint quilòmetres de la costa.A les 08:01 la formació britànica va ser detectada a 12 milles de la costa des dels semàfors de Portofino, que va transmetre la informació al comandament marítim de Gènova, que només va informar a Supermarina a les 08:25, mentre que va tardar les 08:37 a informar-los del bombardeig.
A les 07.35 Gènova es va posar en alerta, mentre tres avions de l'Ark Royal sobrevolaven la ciutat per guiar el foc dels grans canons. A les 08:14 (l'hora de l'acció es mostra aquí en hora italiana. Els anglesos a bord tenien els rellotges posats una hora endarrerits i, per tant, l'operació, per a ells, va començar a les 07:14) el 9 de febrer de 1941, l'almirall Somerville va donar l'ordre d'obrir foc. Els vaixells britànics del 1r grup de la Força H van obrir foc des d'uns 19 km de distància de la ciutat de Gènova, disparant 273 projectils de 381 mm, 782 de 152 mm, així com nombrosos altres de menor calibre. El Renown va ser el primer a obrir foc, primer bombardejant el Molo Principe Umberto i després les drassanes Ansaldo, després traslladant el foc a la riba del Polcevera, disparant un total de 125 projectils de calibre 381 i calibre 450. 114; Malaya va apuntar a dics secs i objectius propers, disparant un total de 148 projectilss de 381 mm; el Sheffield va disparar un total de 782 obusos de 152 mm sobre les instal·lacions industrials situades a la riba esquerra de la Polcevera. Des de terra van respondre al foc, sense cap resultat significatiu per la boira, la bateria Mameli de Pegli amb 14 tirs de 152/50, el tren armat T.A. 152/4/T, estacionat a Voltri, amb 23 trets de 152/40,, el pontó armat GM-269 amb 10 trets de 190/39 i el GM-194 que, a causa d'una fallada en el sistema elèctric, només va disparar 3 trets de 381/40. L'atac va acabar després de només mitja hora i la resposta de les defenses costaneres va ser ineficaç, amb l'abast dels seus calibres costaners insuficient contra el poderós rang dels calibres dels vaixells britànics.
Un cop acabada l'acció, els vaixells britànics van girar i van començar tranquil·lament el viatge de tornada a Gibraltar. A les 09:45 tots els avions, excepte un abatut al cel sobre Tirrenia, tornaven a l'Ark Royal després d'haver bombardejat Pisa i Livorno.

### Els danys
Els primers objectius del bombardeig van ser les drassanes d'Ansaldo i les fàbriques situades a banda i banda de la riera de Polcevera, però nombrosos incendis i el fum relacionat van obligar els anglesos a traslladar el seu foc a la conca comercial; després van arribar altres cops a la central i als dics secs i finalment el petrolier Sant'Andrea , que entrava al port, va rebre impactes. També van rebre impactes nombrosos edificis civils i històrics, com la catedral de San Lorenzo -en la qual un projectil de 381 mm, després d'haver perforat dues parets principals, va acabar caient sense explotar al terra-, l'església de la Maddalena, el Palazzo dell'Accademia ligustica di belle arti, l'ospedale Duchessa di Galliera -on van morir 17 pacients-, alguns edificis a l'inici de la via XX Settembre i els Arxius de l'Estat. Una de les zones més afectades va ser la de Piazza Colombo que, poc després, va canviar el seu nom per "Piazza 9 de febrer", i després va reprendre el seu antic nom un cop acabada la guerra.
Molts obusos anglesos van caure a l'aigua (al voltant del 50%); dels 55 vaixells de vapor que hi havia al port, 29 van resultar danyats per estelles, mentre que el vapor Salpi va rebre cops directes (dos dels quals un de 381 mm) i el vapor Garibaldi, que estava en dic sec, en va patir tres a la part de proa del casc a causa d'un tret a l'interior; el dany més gran es va fer al vaixell escola Garaventa, que es va enfonsar, mentre que els dos vaixells militars que actualment es trobaven al port per a reparacions, el Duilio i el destructor Bersagliere , no van ser afectats. Les plantes industrials van patir danys menors, però els edificis civils van patir més danys, on al final de l'atac van morir 144 ciutadans, mentre que 272 van resultar ferits.
El dany material i social va ser enorme; l'Ajuntament va haver d'allotjar aproximadament 2.500 persones sense llar en hotels i pensions, proporcionant menjar i allotjament per 2.781.218 lires, ajudes en metàl·lic per 955.289 lires, roba, calçat, roba diversa per 692.044 lires, estris de cuina i estris per a la llar per 315.374 lires, lloguers per 77.765, mentre que de la "Cassetta del Podestà" Es van recaptar 1.472.649 lires, a les quals es va afegir una aportació d'un milió de lires disposada pel mateix Mussolini. Desenes de cases del centre històric van ser víctimes d'esfondraments fins i tot després del bombardeig.

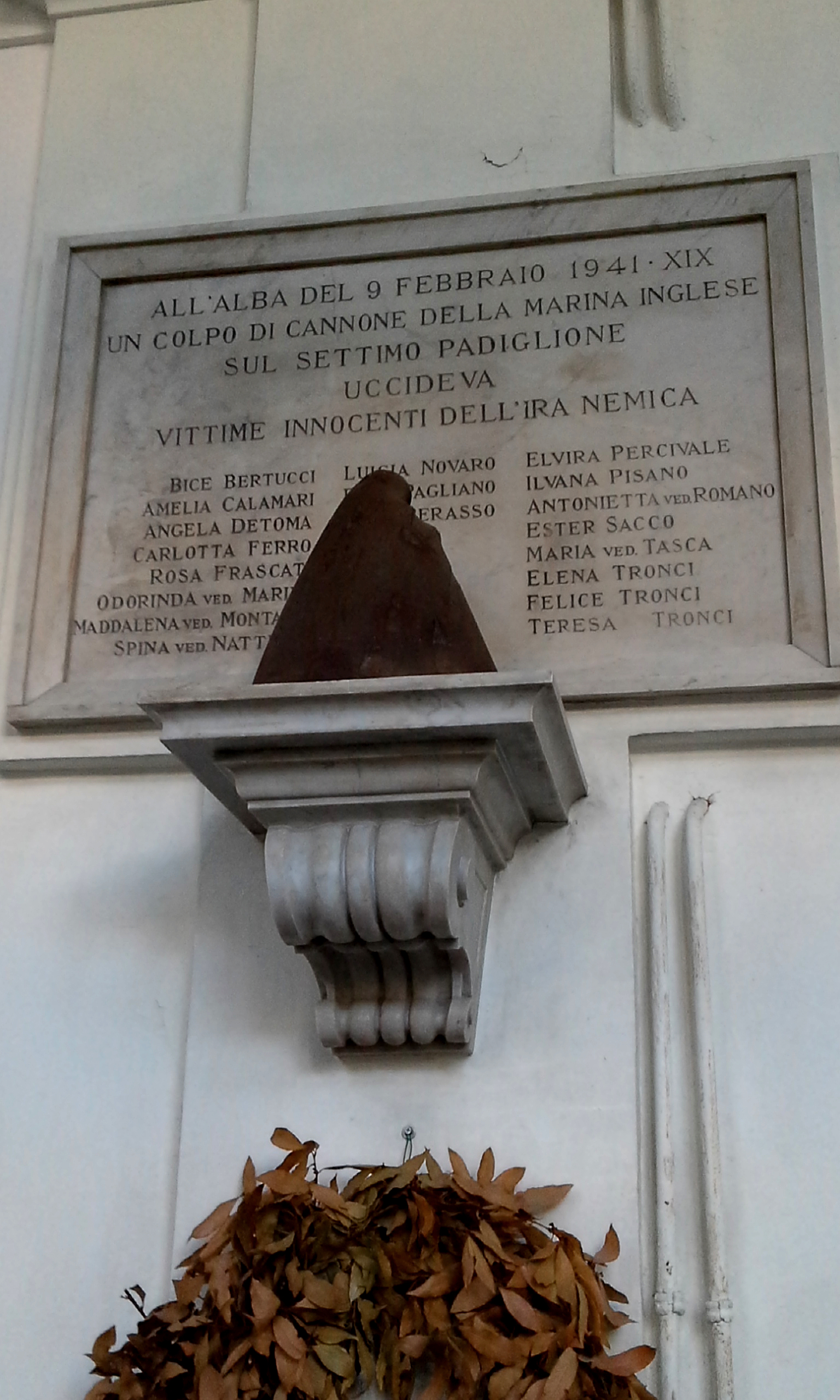
Placa commemorativa a l'Hospital Galliera amb el casquet trencavents gairebé intacte (Ballistic Cap) d'un projectil de 381 mm disparat des del cuirassat Malaya.

### La tardana reacció italiana
Ni l'aviació ni el sistema de defensa costanera van aconseguir contrarestar l'atac a Gènova. El comandament marítim de La Spezia, doncs, va tardar a emetre el senyal d'albirament de la formació enemiga i les primeres informacions sobre el bombardeig ("Alertes aèries amb probable origen des del mar obert a La Spezia i la zona de Ligúria") no van arribar a l'esquadra italiana que navegava només fins a les 09:50, quan es trobava amb la III divisió a l'oest de l'Asinara Iachino es trobava en aquesta posició atès que, inicialment, va prendre una iniciativa no recolzada per les ordres rebudes que indicaven que havia de dirigir-se cap a l'oest, i es va justificar amb l'arribada d'un senyal que indicava "El Tirzo està en alarma", que va després va canviar en els seus escrits d'"alerta aèria", en comptes d'arribar al meridià 6 amb una ruta a l'oest s'havia dirigit precisament al sud-est d'Asinara, creient que la flota britànica estava en aquest costat.
La transmissió datava de feia una hora, però el xifrat i el desxiframent del missatge havien fet que els italians perdessin un avantatge d'uns trenta quilòmetres en la direcció correcta en benefici de l'esquadra britànica, encara que portés una informació fonamental: allà era un portaavions al mar dins del rang d'acció dels avions embarcat des de La Spezia i Livorno. No obstant això, el portaavions no va trencar el silenci de la ràdio i va continuar el seu camí cap a l'oest. Un nou missatge de Supermarina a les 09.37, desxifrat a les 09.50, informava a Iachino que
| « | Ara 8 vaixells enemics bombardegen Gènova. Cap al nord | » |

No es va donar cap indicació sobre la possible via d'escapament de l'esquadra britànica. L'almirall Iachino, tan bon punt es va fer la conjunció, es va dirigir immediatament cap al nord, a tota velocitat, per tallar el camí de l'enemic, però el contacte entre les dues esquadres navals, també per les condicions de visibilitat molt variables i complicat per l'albirament a la pels voltants de Menorca d'una flota de vapors francesos, no va passar. Cap a les 14.30 hores els dos esquadrons navals van tornar a passar a una trentena de milles de distància sense veure's, l'anglès en direcció oest-sud-est i l'italià en direcció nord-nord-est, on hauria d'haver hagut de trobar-se la Força H. Aquest error de senyalització va impedir la trobada i conseqüent batalla naval; tanmateix, també va faltar i sobretot el suport de la Regia Aeronautica que, donada la proximitat de les bases, hauria d'haver intervingut massivament.
Un hidroavió de reconeixement naval va detectar l'esquadra britànica cap a les 12 de la nit, però va ser abatut abans que pogués llançar el senyal de descobriment; dos avions Fiat B.R.20 del 43è Stormo van albirar la formació naval a les 12.20, atacant-la amb bombes sense èxit, però només van informar de l'albirament en tornar a la base i la notícia només es va donar a conèixer a les 15.30. Altres dos avions de reconeixement italians van ser abatuts per avions del portaavions britànic; malgrat això, els 60 avions de reconeixement i 107 bombarders italo-alemanys utilitzats per les potències de l'Eix al golf de Gènova i al tram de mar entre Còrsega i la costa francesa prop de Toló aquell 9 de febrer, durant tot el dia només van informar de quatre albiraments, i es van equivocar en això. Per tant, hi havia una gran massa d'aeronaus que va polaritzar la seva atenció a les aigües on es trobava la Força H, però, increïblement, només hi va haver quatre albiraments per nou bombarders BR20 de la 43a Ala, dos dels quals van atacar, mentre que els altres set creia que els vaixells britànics, albirats en tres ocasions, eren italians.
En un informe, els errors d'albirament de les tripulacions dels nou bombarders B.R.20 van ser justificats pel comandant de l'ala 43, el coronel Questa, de la següent manera:
| « | Totes les patrulles van albirar, a uns 70/100 km al sud d'Imperia, una força naval formada per tres cuirassats i uns deu destructors. D'acord amb les ordres rebudes sobre el terreny, dos dels comandants de la formació [els tinents Zucconi i Sordini], creient que es tractava de la formació nacional, es van desviar en mar i van continuar la recerca de la flota contraria (que hauria d'estar composta per un portaavions i un cuirassat) a la zona marítima entre Gènova – Niça – paral·lel 43° - meridià de Gènova. El tinent coronel De Vittembeschi [comandant del 98è Grup de Bombarders], havent vist clarament el portaavions al mig de la formació naval, va atacar segons els mètodes rebuts. Després que les diferents patrulles van albirar la formació naval a la mateixa zona del mar, tenint en compte que no es va produir cap contacte balístic entre la flota nacional i l'enemic, es pot suposar, sens dubte, que les formacions aèries van albirar la mateixa formació naval, formació que, si hagués no ha estat detectat pel portaavions, també hauria estat considerat nacional per la patrulla atacant". | » |
| — ( Arxiu de l'Oficina Històrica de la Força Aèria,"Relazioni Operative Belliche della 1^ Squadra Aerea, Mod.AC.2", febrer de 1941. | |   |

Iachino, mentrestant, va assumir un rumb de 330° a les 12.44 que, donada la seva posició actual, va agafar l'esquadró de batalla italià en direcció a Toló , precisament en un rumb convergent amb l'esquadra britànica; a les 13.00, però, un nou missatge de Supermarina l'avisava que un equip enemic havia estat albirat al nord-oest de Cap Cors i l'esquadra italià va invertir el rumb amb una velocitat de 24 nusos per interceptar-lo. A les 15:38 el creuer Trieste va albirar el suposat enemic , però deu minuts més tard els vaixells van ser identificats com un comboi de set vaixells mercants francesos, la presència dels quals a la zona havia estat degudament notificada als italians en compliment de les condicions de l'armistici. En aquell moment la flota britànica ja estava lluny i va ser sotmesa a una recerca inútil fins a les 09:07 del dia 10, quan l'esquadra italià va rebre l'ordre de tornar a Nàpols, ja que les operacions encara estaven en marxa a La Spezia operacions de neteja de mines. El comboi francès també va ser sotmès a atacs aeris italians, sense cap èxit, i el mateix va passar amb els MAS 510 i 525 , equivocats pels S.M.79 del 8º Stormo de bombarders amb creuers enemics; fins i tot la Luftwaffe, que acabava d'arribar a Sardenya, no va poder trobar cap rastre dels vaixells aliats, malgrat les operacions de recerca realitzades.

## Les conseqüències
Els britànics atribuïen l'èxit de l'operació Grog a la cura minuciosa amb què havien preparat l'acció, a més de la seva pròpia preparació, però no hi ha dubte que tot un seguit de circumstàncies favorables van jugar al seu favor. Tot i que els resultats militars van ser pobres, el bombardeig va influir notablement en la moral de la població genovesa, però no només. Va ser des del punt de vista polític que l'operació Grog va tenir més èxit, aconseguint el que probablement era el seu principal objectiu: pressionar el generalíssim Franco, que se suposava que es reuniria amb Mussolini a Bordighera tres dies després, per l'elecció inoportuna de contra Gran Bretanya. Arran de la negativa del dictador espanyol a fer costat a l'Eix, la prevista Operació Felix, amb la qual els alemanys volien ocupar Gibraltar, es va haver de suspendre.
Els fets van ser descrits per les parts en els seus respectius butlletins de guerra; l'italià deia:
| «                                                                     | A primera llum del dia 9, una formació naval enemiga, afavorida per la densa boira, va aparèixer davant la costa de Gènova. Malgrat la ràpida intervenció de la Reggia Marina, les salves de l'enemic, que no van colpejar objectius militars, van causar 72 morts i 226 ferits -confirmats fins ara- entre la població i grans danys a les cases de civils. La calma i la disciplina del poble genovès estaven més enllà de qualsevol elogi. Una de les nostres forces aèries va arribar als vaixells enemics a la tarda, colpejant un creuer a la popa | » |
| — Butlletí de guerra italià núm. 248 del dimarts 11 de febrer de 1941 | |   |

Aquesta va ser la narració final del butlletí titulat "Els genovesos a l'agenda de la nació", que es va fer ressò en nombrosos titulars de propaganda als diaris els dies següents. En tot cas, el bombardeig de Gènova va causar una enorme impressió a tota la nació, sobretot després de saber que l'acció no havia costat a l'enemic la més mínima pèrdua.
El butlletí britànic és molt més llarg :
| «                                                                      | […] Una força naval […] es va presentar a la matinada del dia 9 davant de Gènova i va llançar 300 tones d'explosius sobre la ciutat. […] Al mateix temps, els avions de l'Ark Royal van aconseguir una incursió reeixida a Livorno llançant bombes sobre ANIC, que és la major empresa italiana de fabricació de combustibles líquids. […] Les pèrdues angleses es van limitar a només un avió mentre que dos avions italians van ser abatuts. Un cop finalitzades les operacions, les unitats angleses van continuar tranquil·les el seu viatge de tornada. Només a última hora de la tarda, els avions italians van arribar a la formació naval anglesa i van llançar tres bombes, sense efecte. Dos avions italians van ser abatuts. | » |
| — Butlletí de guerra britànic núm. 513 de 9 de febrer de 1941, 23.15 h | |   |

Set dies després, a l'església de Sant Siro es va celebrar una missa en memòria de les víctimes, a la qual van ser presents totes les principals autoritats de la ciutat i una multitud enorme, que va comprometre molt els responsables de l'ordre públic. El 18 de febrer, amb un tren especial que venia de Florència, la princesa Maria Josep va arribar a Gènova amb un uniforme d'infermera de la Creu Roja. Després d'una breu parada al Palau Reial, va anar a visitar els ferits als hospitals de la ciutat i a les zones més afectades, però es diu que durant la seva visita la princesa del Piemont va trobar cares majoritàriament tancades i hostils als hospitals i als carrers, senyal que la població genovesa començava a sentir ressentiment cap a la guerra, malgrat les onades de propaganda de diaris i ràdios que s'abocaven a la ciutat els dies següents.
Les conseqüències dins de la Regia Marina també van ser greus, ja que les primeres acusacions es van fer contra Iachino al seu retorn a port el dia 11 al matí, quan l'almirall Riccardi va preguntar en una conversa telefònica per què Iachino no havia aconseguit interceptar l'esquadra britànic; immediatament va respondre que havia actuat sobre la base de les ordres i informacions remeses per Supermarina, capgirant així el sentit de les acusacions i anunciant un informe detallat al més aviat possible. L'informe va arribar el matí del dia 13, amb expressions com
| « | «[…] durant tot el dia, les comunicacions sobre la posició i els moviments de l'enemic eren molt pobres, imprecises i agreujades per diversos retards [...] | » |

També va discutir com a partir d'aquests retards s'havia perdut almenys una hora i mitja amb el grup de batalla en el camí equivocat i que dos avions embarcats (que no eren recuperables als vaixells italians, però que havien de dirigir-se cap a un port amic en una missió conclosa) havia estat llançat en la direcció equivocada. La conclusió va ser que El fet de no trobar-se amb l'enemic el 9 de febrer va ser una gran decepció per a mi i per a tots els comandants, oficials i tripulacions de l'esquadra.
Com que Riccardi no va poder respondre de cap manera, va absoldre formalment i per escrit a Iachino de tots els càrrecs, reconeixent que "l'operació es va dur a terme amb criteris correctes i sobre la base d'una valoració racional de la situació deduïda de la informació disponible". A una posterior sol·licitud de l'Estat Major, presidit aleshores per Ugo Cavallero, remesa el dia 13, que deia "[…] s'han produït inconvenients en el reconeixement puntual de les unitats enemigues. Cal aprofundir en les causes i les responsabilitats. Estaré encantat de conèixer les mesures adoptades", va haver de respondre Riccardi atribuint la causa a condicions meteorològiques negatives (inexistents), alguns inconvenients en la cadena d'observació i en la coordinació entre l'exèrcit de l'aire i la marina, efectivament. evitant la recerca de culpables en una versió còmoda que va ser acceptada, primer per Cavallero i després pel mateix Mussolini en una reunió amb Riccardi i Iachino en la qual, com el mateix Riccardi va admetre al seu subordinat, Mussolini «havia estat disposat a En conseqüència, no es van prendre mesures per millorar la cooperació entre les dues armes i això va tenir incidència en els esdeveniments posteriors, començant pels esdeveniments que van portar a la batalla del cap Matapan.

## El projectil a la catedral de San Lorenzo

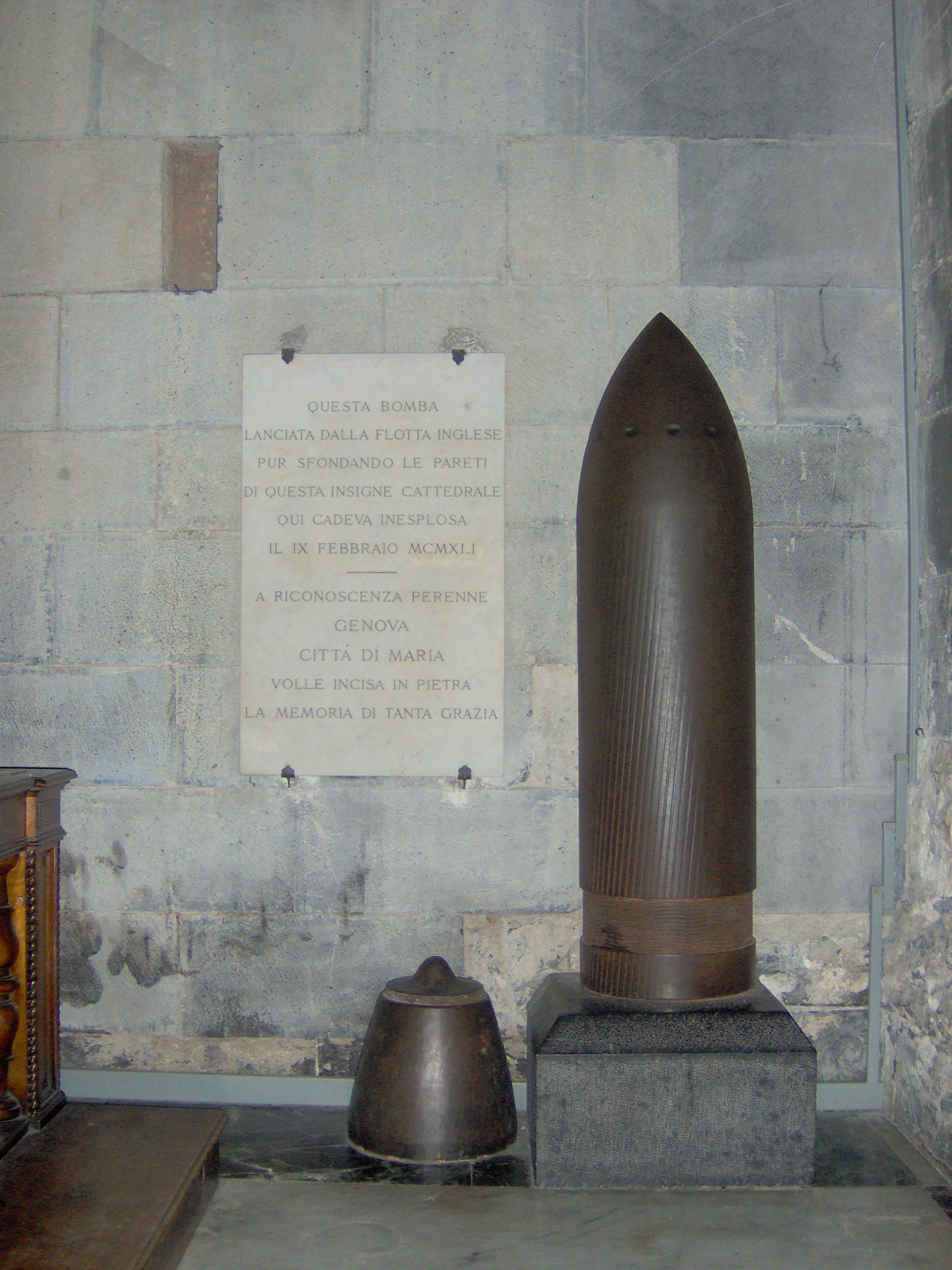
La placa, el projectil Common Pointed Capped ERON enviat per Navalarmi i, col·locat a terra, una gorra balística (Penetrative Cap) pertanyent a un projectil ECLON - Armour Piercing Capped

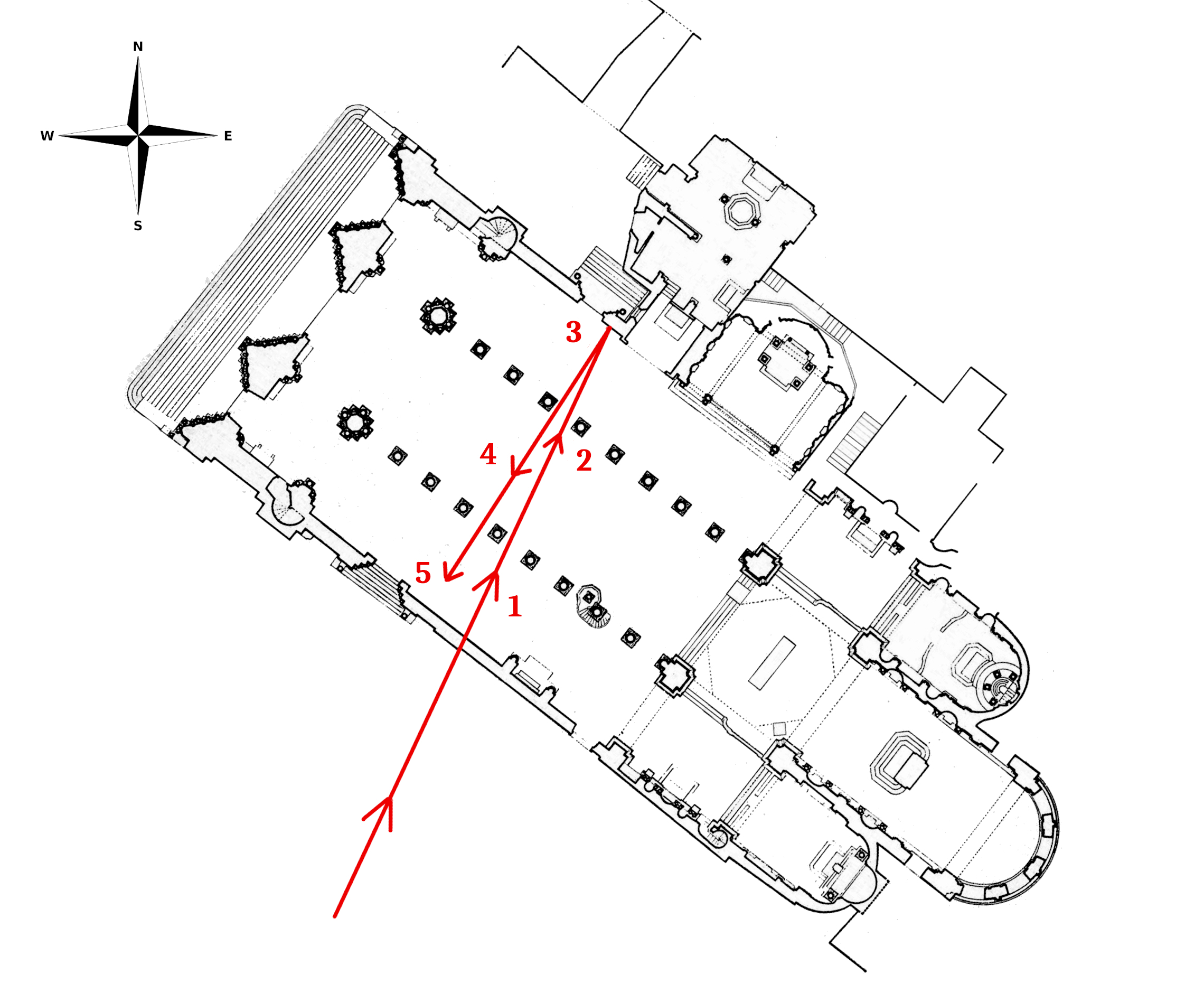
.La trajectòria del projectil:
1) Forat d'entrada a la coberta i volta de la nau dreta, amb bretxa al mur de càrrega dret de la nau central.
2) Esfondrament d'un arc de la galeria de dones entre la nau central i la nau esquerra.
3) El projectil colpeja el mur nord de la nau esquerra, rebota i cau a terra.
4) Enrotllament del projectil per la nau central.
5) Punt d'aturada del projectil.

La catedral de San Lorenzo va ser colpejada el 9 de febrer per un obús perforant britànic de 381 mm disparat des del cuirassat HMS Malaya, que en aquell moment navegava al sud-oest de Gènova en un rumb d'est a oest. Els danys derivats d'aquest cop, segons un informe de l'endemà elaborat pel superintendent de monuments Carlo Ceschi, consistien en un «orifici d'entrada a la coberta i volta de la nau dreta, en una escletxa considerable en el mur de càrrega dret de la nau central, per sobre dels arcs de les galeries de les dones, i en la caiguda d'un arc de la galeria de les dones a l'esquerra". Aleshores, el projectil va colpejar la paret interna nord però, havent esgotat gran part de la seva força cinètica, no va aconseguir trencar-lo, va caure a terra i va rodar per la nau central fins que es va aturar a la nau dreta sense explotar.
Els vaixells anglesos que van bombardejar Gènova tenien un subministrament de projectils de 381 mm dividits en cartutxos APC (Armor Piercing Capped, equipats amb un casquet trencavent i un casquet balístic subjacent), carcasses CPC (Common Pointed Capped, equipats només amb un casquet trencavents). cap) i obusos HE (High Explosive), però només els dos primers tipus es van utilitzar a l'acció perquè l'objectiu principal de la Royal Navy era colpejar els cuirassats italians Duilio, Giulio Cesare i Littorio, que els serveis secrets britànics creien que es trobaven al port, o s'entreguen en una possible batalla naval contra formacions de la Royal Navy a alta mar. Els obusos utilitzats per bombardejar la ciutat havien estat subministrats per Hadfield's Foundry de Sheffield, que els produïa amb els noms comercials ECLON (per Armor Piercing Capped) i ERON (per Common Pointed Capped), tots dos carregats amb pólvora negra, i havien estat embarcats a Malta, on s'emmagatzemaven des de 1915 per a la campanya de Gallipoli. El model ECLON feia 142 centímetres de llarg, per tant 20 centímetres més curt que el model ERON, que feia 162 centímetres. Aquest últim es va acabar produint al voltant de 1920 i va romandre a disposició de les autoritats militars fins que es van esgotar les existències.
El fracàs de l'explosió del projectil a San Lorenzo va ser vist com un signe miraculós per la població i va ser explotat per la propaganda, però l'alt percentatge de trets sense explotar, inclòs el que va impactar contra la catedral, es va deure tant a l'edat dels projectils (produïts dècades abans i carregats amb pols negre obsolet en comptes de la moderna shellita), i al fet que aquest tipus de munició, utilitzada per la Royal Navy principalment contra cuirassats equipats amb parets d'acer blindat de desenes de centímetres de gruix, eren ineficaços contra les estructures d'edificis terrestres "tous", que eren fàcilment penetrades sense poder activar la espoleta per a l'explosió.
A partir de les fotografies preses els dies immediatament posteriors al bombardeig, el projectil que va perforar les parets de la catedral va ser un ECLON amb capçada perforant d'armadura. Algunes notícies falses van circular llavors sobre aquest projecte durant molts anys, recolzades també per una placa amb informació incorrecta col·locada a l'interior de la mateixa catedral. A la nau dreta, de fet, hi ha la següent inscripció:

| Questa bomba lanciata dalla flotta inglese pur sfondando le pareti di questa insigne cattedrale qui cadeva inesplosa il IX febbraio MCMXLI. A riconoscenza perenne Genova città di Maria volle incisa in pietra la memoria di tanta grazia | Aquesta bomba llançada per la flota anglesa, tot i trencar els murs d'aquesta famosa catedral, va caure aquí sense explotar el 9 de febrer MCMXLI. En eterna gratitud Gènova la ciutat de Maria, ha volgut gravar en la pedra el record de tal gràcia. |
En realitat, el projectil que va colpejar la catedral va ser retirat i llençat al mar. Un telegrama datat el 17 de febrer de 1941 del comissari de policia de Gènova al prefecte de la mateixa ciutat, de fet, indicava: "Projectil retirat del Duomo S. Lorenzo i carregat en una barcassa fou remolcat des de l'escullera de Molo Galliera on serà ser supervisat per l'autoritat militar que va proporcionar l'eliminació mentre esperava que les condicions del mar permetessin transportar-lo i enfonsar-lo a mar obert".
L'endemà, 18 de febrer, es publicava la notícia al diari Il Secolo XIX: «Ahir, sota la direcció de les autoritats militars encarregades de la difícil i perillosa operació, l'obús que hi havia quedat sense explotar la matinada del dia 9. va ser retirat de S. Lorenzo mitjançant una grua construïda especialment per artillers i obrers especialitzats a l'interior de la Catedral, el projectil, del qual s'havia retirat la espoleta, va ser aixecat i carregat en un carro amb rodes de goma, després es va transportar fora de la. Església, on, mitjançant la grua dels Bombers, es va traslladar posteriorment a un camió que després es va dirigir cap al mar. Després, l'aparell mortal va ser carregat en una barcassa i transportat a la costa, on va ser llençat al mar. La difícil operació va costar cinc hores de treball”.
El 31 de juliol del mateix any, un telegrama de l'Oficina Tècnica d'Armaments Navals, enviat al prefecte de Gènova i classificat com a Secret , informava que: «D'acord amb les ordres de l'Altesa Reial el Duc de Spoleto, un obús perforador de blindatge va ser enviat al Polvorí, recuperada aquí en aquell moment. Aquesta granada s'ha de lliurar a l'Excel·lència Prefecte perquè al seu torn l'entregui al rector de l'església de Sant Llorenç. Atès que la granada es troba actualment en possessió d'aquesta Armada Naval, si us plau, comuniqueu els mètodes de lliurament"
Per això, les autoritats militars i religioses italianes van decidir, amb finalitats propagandístiques, col·locar a l'interior de l'església una closca anglesa -de tipus diferent a la que va colpejar l'edifici el 9 de febrer- fent-la passar per l'original, segurament confiant que la població havia oblidat que l'original s'havia llençat a mar obert. El telegrama que anunciava l'arribada del projectil des de Navalarmi imposava el secret a l'operació precisament perquè un projectil no original no hauria presenciat el "miracle" i, per tant, no hauria tingut el mateix valor psicològic. També és falsa la història segons la qual les petxines, en comptes de ser produïdes per Hadfield's Foundry a Sheffield, van ser fabricades per Ansaldo i venudes als anglesos abans de la guerra.